# Mark Shield
Mark Alexander Shield (Rockhampton, 2 settembre 1973) è un ex arbitro di calcio australiano.

## Carriera
Appartenente ad una Federazione che arbitralmente non possiede una grande tradizione (anche se fu un australiano, Wright, a dirigere la finale delle Olimpiadi calcistiche del 1956, e fu un australiano, Bambridge, ad arbitrare quella dei mondiali FIFA under-17 del 1985), è stato uno degli arbitri ritenuti più affidabili dalla FIFA.
Nel Dopoguerra, in seguito alla sua chiamata per i Mondiali di calcio 2002 in Corea e Giappone, appena ventottenne, è da considerarsi come terzo direttore di gara più precoce mai selezionato per la massima rassegna iridata di calcio (dietro all'uruguayano Mateucci e allo svedese Eklind): sarà protagonista della gara Belgio-Tunisia. Due anni dopo, prenderà parte del team arbitrale della Coppa d'Asia.
Nel 2006, partecipa ai Mondiali di Germania dove gli toccano Arabia Saudita-Tunisia e Iran-Angola. Proprio in quell'anno la Federazione calcistica australiana viene però aggregata alla AFC, nella prospettiva di una più agevole qualificazione dei "canguri" ai successivi Mondiali: come conseguenza, anche Shield diventa un arbitro a disposizione della Confederazione asiatica, e con tale status gli viene affidata prima la finale di AFC Champions League che si svolge proprio nel 2006 tra il club coreano Jeonbuk e quello siriano Al Karama, e poi la finale della Coppa d'Asia 2007 a Kuala Lumpur tra Iraq e Arabia Saudita, vinta dal primo per 1-0.
Nel suo palmarès figurano anche le partecipazioni ai Mondiali Under-17 del 1999 e del 2005, ai Mondiali di calcio Under-20 del 2001 e del 2005, e al torneo Confederations Cup del 2003 in Francia.
Nel dicembre 2007, subito dopo essere stato eletto dalla AFC (Confederazione calcio asiatica) miglior arbitro del continente, viene scelto per dirigere al Mondiale per club organizzato dalla FIFA in Giappone. Poco dopo, nel settembre 2008, decide improvvisamente di concludere la sua carriera, intendendo dedicare più tempo alla famiglia e ai propri affari. Era uno dei due arbitri australiani, insieme a Matthew Breeze, tra i 54 fischietti pre-selezionati per i Mondiali di calcio in Sudafrica nel 2010.
Nella stagione 2011/2012 è stato direttore del settore arbitrale australiano, ruolo da cui si dimette per intraprendere una nuova attività lavorativa.